# Duarte Manuel Bello
Duarte Manuel Pinto Coelho de Almeida Bello (* 26. Juli 1921 in Maputo, Mosambik; † 3. Juli 1994 in Estoril) war ein portugiesischer Segler.

## Erfolge
Duarte Manuel Bello nahm fünfmal an Olympischen Spielen teil. 1948 startete er in London mit seinem Bruder Fernando Bello in der Bootsklasse Swallow und beendete die Regatta auf dem zweiten Platz. Hinter David Bond und Stewart Morris aus Großbritannien sicherten sich die beiden Brüder mit 5579 Punkten die Silbermedaille. Bei den Olympischen Spielen 1952 in Helsinki und 1960 in Rom war er Rudergänger des portugiesischen Bootes in der 5,5-Meter-Klasse, dabei war sein Bruder Fernando beide Male Crewmitglied. Während er 1952 noch als Viertplatzierter knapp einen weiteren Medaillengewinn verpasste, kam er 1960 nicht über den 16. Platz hinaus. Dazwischen wurde er 1956 in Melbourne mit José Silva in der Bootsklasse Star ebenfalls Vierter. 1964 belegte er mit Fernando in Tokio im Starboot den achten Platz. Im Starboot gewannen die beiden Brüder jeweils in Cascais bei den Weltmeisterschaften in den Jahren 1952 und 1962 gemeinsam die Bronze- bzw. die Silbermedaille. Zudem sicherte sich Bello 1953 in Neapel mit João Miguel Tito eine weitere Silbermedaille.